# Cabezas clavas

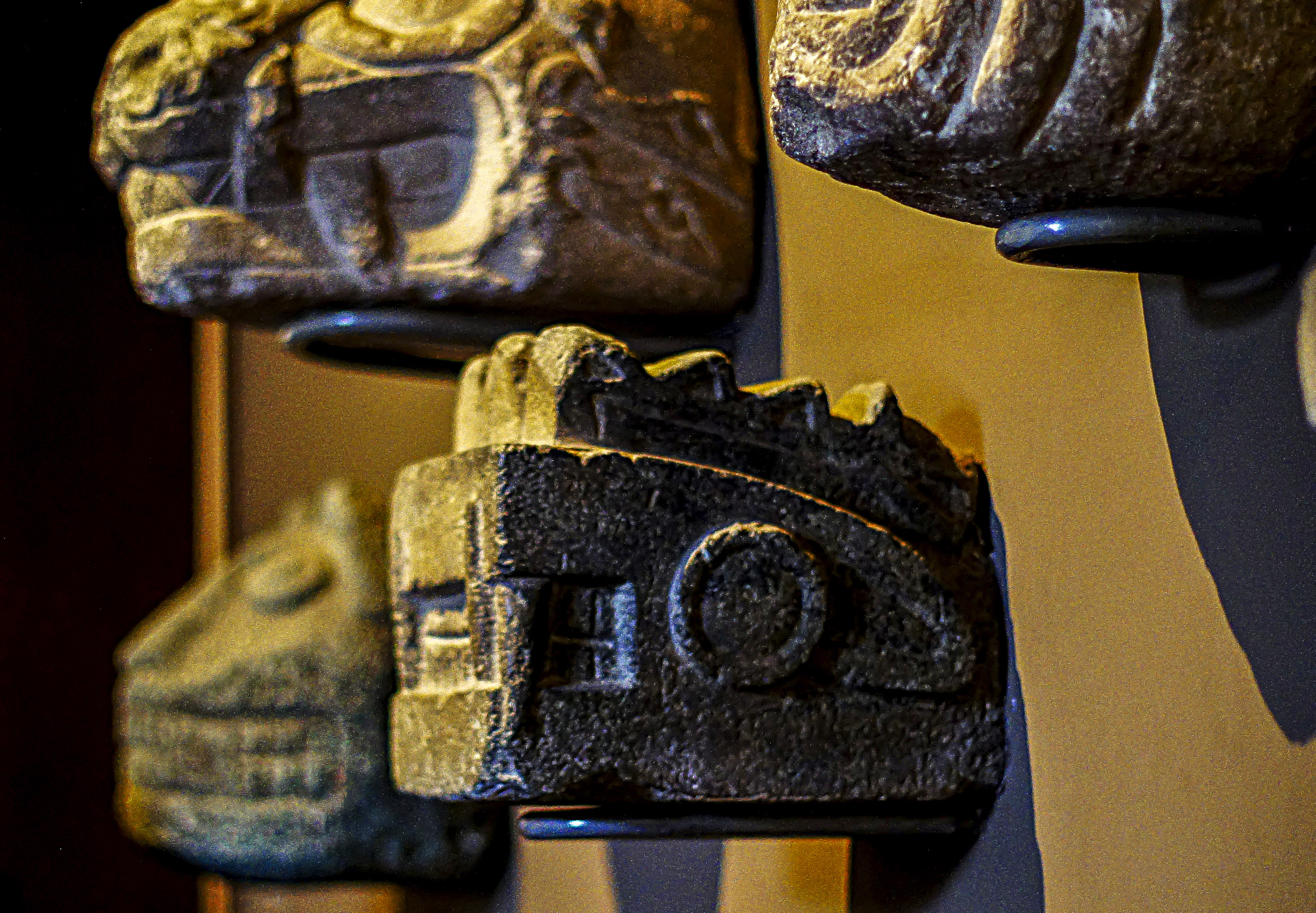
Cabezas clavas chavín y recuay en el Museo Larco

Las cabezas clavas son monolitos escultóricos que representan a cabezas de seres míticos, típicas en la arquitectura de los Andes precolombinos. Se han encontrado cabezas clavas en las culturas recuay, tiahuanaco y chavín. No obstante, los ejemplares mejor conocidos pertenecen a Chavín, cuyas cabezas clavas se hallaban empotradas en fila horizontal y en forma equidistante en los muros del templo de Chavín de Huántar. Actualmente, solo una se mantiene en su lugar original. Se denominan clavas pues cada cabeza escultórica tiene una espiga o estructura alargada en su parte posterior, la misma que servía para fijarla en las concavidades de las paredes, a manera de clavos. Son de diferentes formas y dimensiones. Aproximadamente la mitad de ellas presentan rasgos antropomorfos (humanos) mientras que la otra mitad zoomorfos (felinos y aves de rapiña).

## Cabezas clavas de Chavín de Huántar

### Descubrimiento

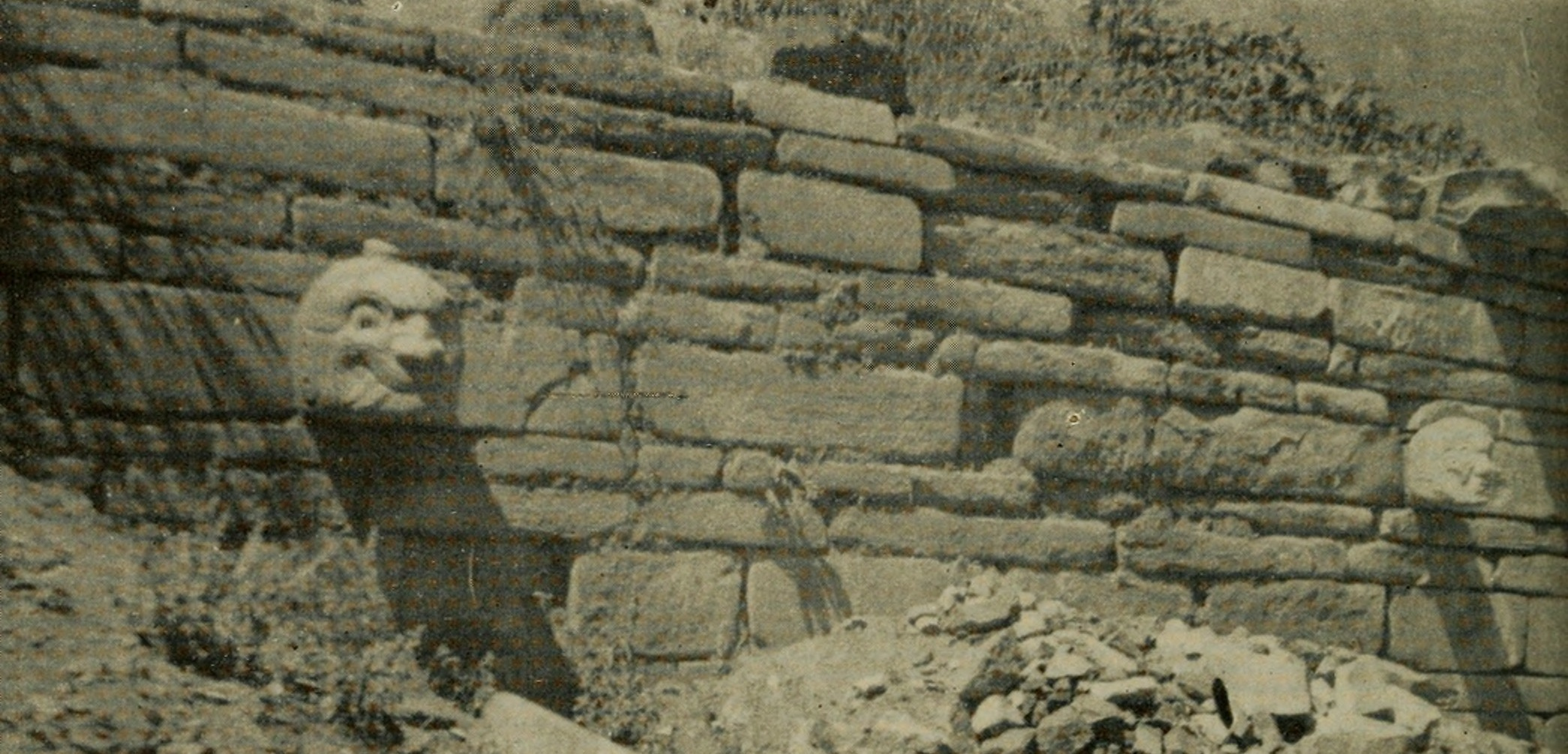
Fotografía de Cornelius Roosevelt de 1934 con dos cabezas empotradas. Se asume que la de la derecha, catalogada como la n.° 37 del Museo Nacional Chavín, fue arrancada por el alud de 1945.

Entre 1919 y 1941, el arqueólogo Julio C. Tello logró identificar y recuperar 42 cabezas clavas en Chavín de Huántar, las mismas que originalmente se hallaban empotradas en la fachada del Templo o Castillo. Para albergar estas y otras piezas de la cultura chavín, Tello ambientó un lugar como museo, pero todas ellas desaparecieron en el aluvión de 1945 que cubrió el sitio arqueológico. Actualmente solo se disponen de réplicas. Una sola cabeza clava original se mantiene todavía en su emplazamiento.

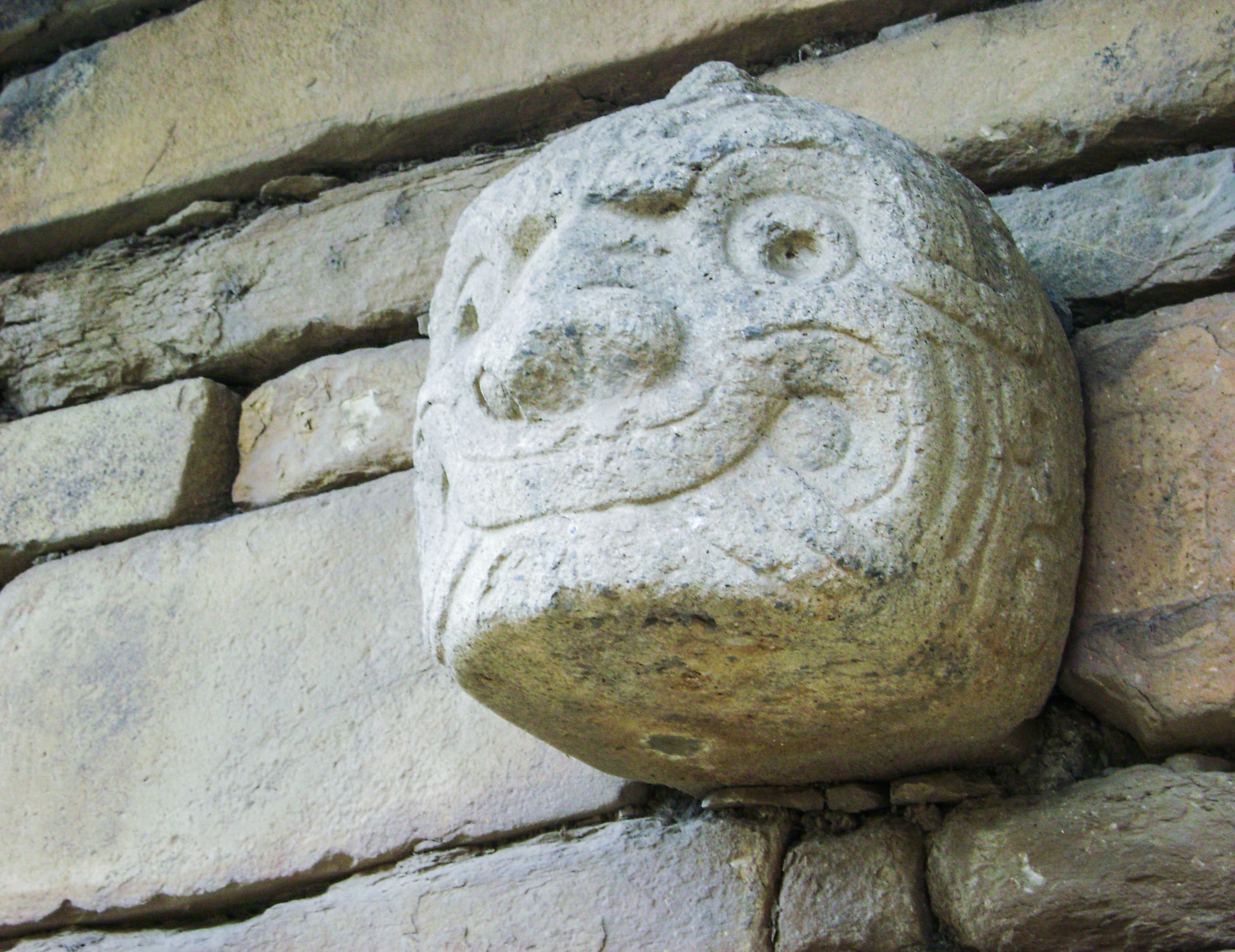
Cabeza clava en su ubicación original, uno de los muros del templo de Chavín de Huántar

Posteriormente han sido halladas más cabezas clavas en el curso de las excavaciones realizadas en el sitio, desde la década de 1960 hasta los años 2000. El último descubrimiento es de julio de 2013: los arqueólogos John Rick y Luis Guillermo Lumbreras dieron a conocer el hallazgo de dos cabezas clavas casi intactas, en buen estado de conservación. Estas se encontraban sepultadas en un corredor muy estrecho y debieron caer junto con la pared en la que se hallaban empotradas, a consecuencia de un terremoto ocurrido hacia el año 200 d. C. Miden 103 cm de largo por 39 cm de ancho y 43 cm de altura, y cada uno pesa aproximadamente 250 k. Como en las demás cabezas clavas conservadas, muestran en sus rostros rasgos específicos, en este caso: pupilas dilatadas, músculos faciales contraídos y las fosas nasales abiertas; tienen, además, los labios en posición de estar silbando o soplando y las caras cubiertas con diseños serpentiformes (en forma de culebras).
Por desgracia muchas de las cabezas clavas se han perdido, no solo por los desastres naturales, sino también por robos y destrozos causados por el hombre. Actualmente, el Museo Nacional de Chavín guarda unas 100 cabezas clavas completas o casi completas.

### Características

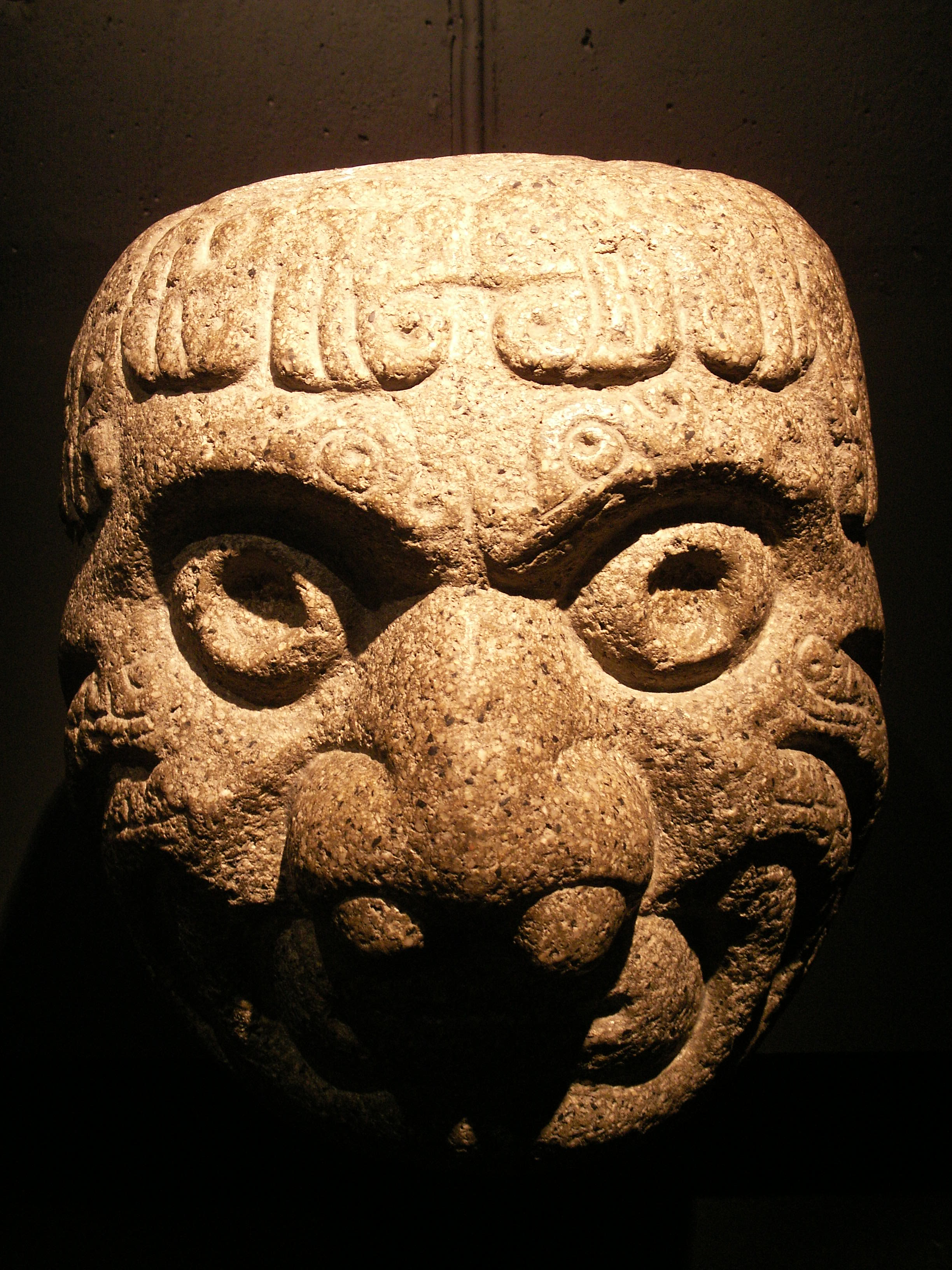
Cabeza clava antropomorfa.

- Las cabezas clavas son monolitos, es decir, esculturas en bulto, labradas en piedra. Son grandes y algunas alcanzan el tamaño de una calabaza.

- Las principales rocas utilizadas para su producción fueron toba volcánica (81 %), caliza (15 %) y arenisca (4 %). González-Ramírez indica que la elección por la toba volcánica se debe a su abundancia en la zona, su buena labralidad y su alta porosidad, que facilitan tanto su traslado como el trabajo de talla.[5]

- Son representaciones de seres míticos, con rasgos antropomorfos (51 %), zoomorfos (45 %) (de felino y serpientes) y ornitomorfos (4 %) (de ave).[6]

- Por lo general expresan rostros con ojos circulares y muy abiertos, y la boca felinomórfica (de felino); esto último se comprueba por la presencia de colmillos. Frecuentemente a todos estos se suma un pico de ave, que se reconoce fácilmente cuando la boca es vista de costado. Algunas tienen los labios abultados y las fosas nasales abiertas.

- Algunas tienen decoraciones de serpientes, a manera de cabello, así como protuberancias encima de la cabeza, que simulan crestas.

- Todas presentan una estructura alargada en su parte posterior, la misma que servía para insertarla como un clavo en los muros destinados a su exposición (de allí deriva su nombre de clavas).

- Estaban emplazadas en lo alto de las paredes sur, este y oeste del Templo de Chavín, en fila horizontal y colocadas en forma equidistante, bajo cornisas de piedra grabadas en bajorrelieve.  Solo una de ellas permanece todavía en su sitio original.

### Clases

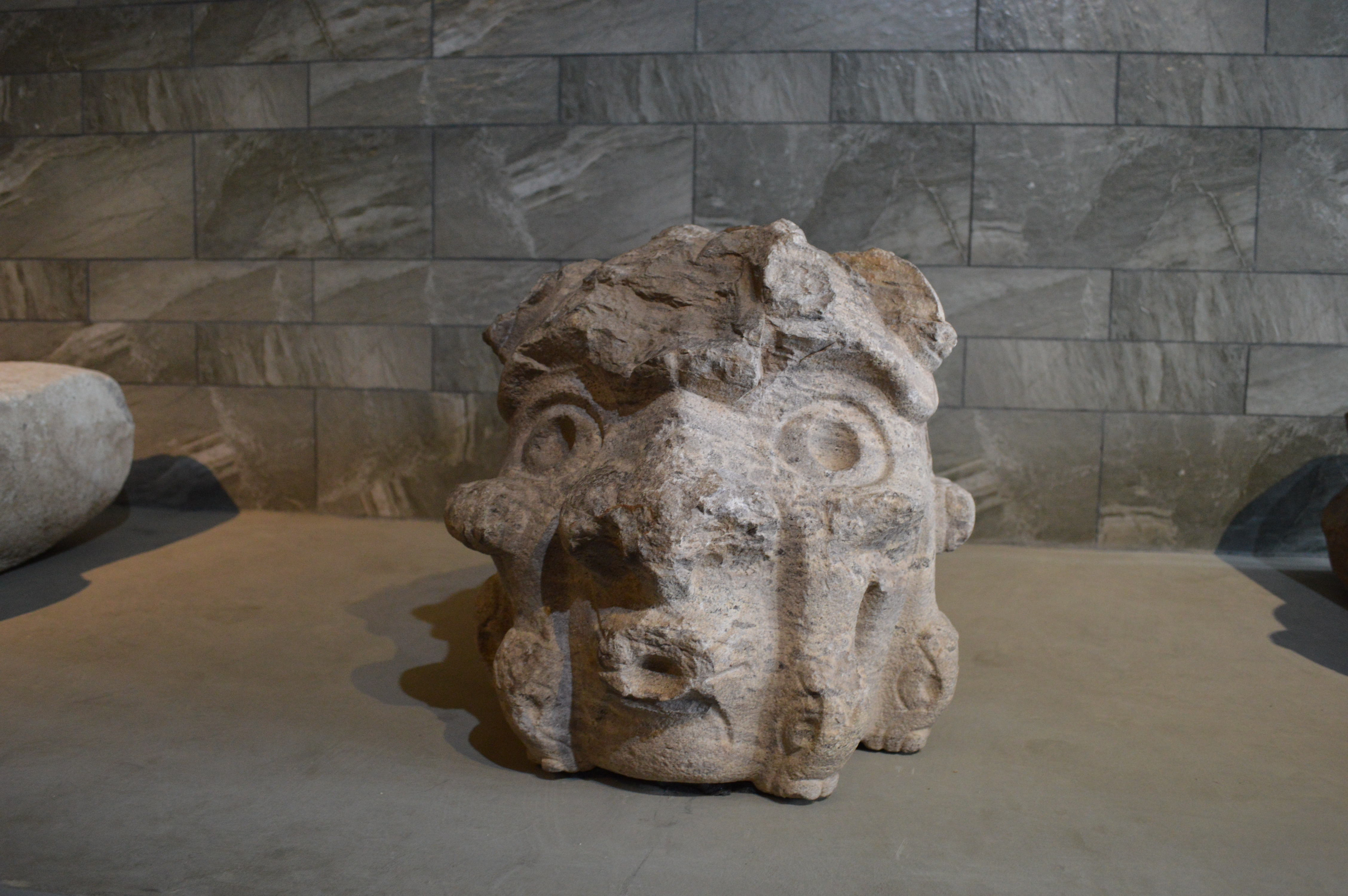
Cabeza clava con gesto de silbido o soplido en el Museo nacional Chavín.

De acuerdo a las cabezas originales conservadas (algunas muy dañadas) y las copias que disponemos, se les puede dividir en tres clases: antropomorfas, zoomorfas y mitológicas.

Las cabezas antropomorfas son bastante elaboradas sin dejar de ser gruesas, teniendo los ojos abiertos y la boca cerrada, rugosidades faciales y narices aplastadas, mostrando su dentadura algún caso de excepción. Las cabezas zoomorfas retratan las de los felinos, serpientes y aves de rapiña, siendo notorios los afilados colmillos que afloran de sus mandíbulas y picos. Las cabezas mitológicas, por último, son mezcla de facciones humanas y animales, tienen los labios gruesos y lucen frecuentemente cabelleras formadas por serpientes.

### Interpretación

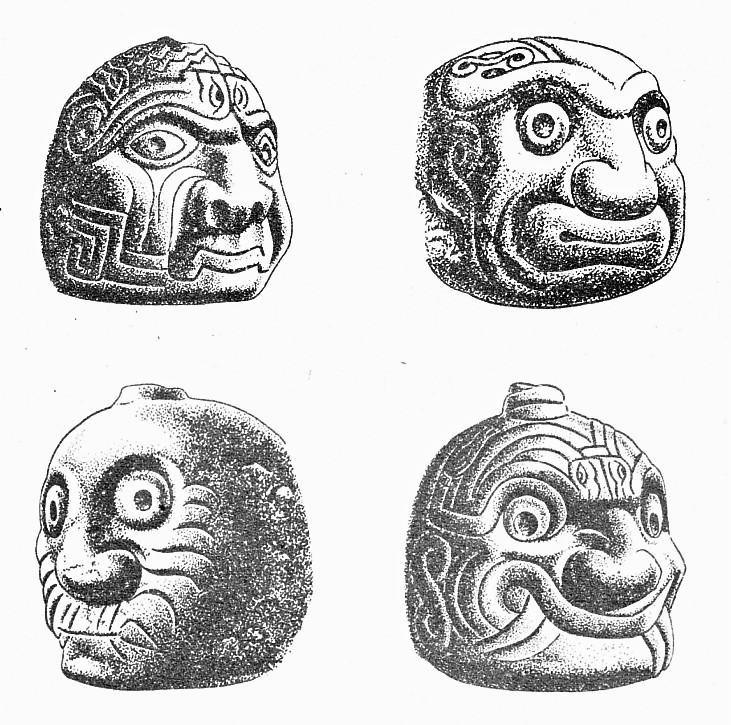
Dibujos de algunas de las caras esculpidas en las cabezas clavas; según una teoría, representarían rostros de sacerdotes bajos los efectos de alucinógenos, que, siguiendo una secuencia, irían de la euforia inicial hasta las alucinaciones perturbadoras.

Sobre su función, algunos investigadores afirman que hacían el papel de fieros guardianes de los templos, o posiblemente servían para ahuyentar a los malos espíritus. 
Según Tello, representan cabezas trofeos de sus enemigos, costumbre muy arraigada en las zonas selváticas, lo que encajaba en su tesis del origen selvático de la cultura chavín. 
Eduardo de Habich sostuvo que podrían ser retratos de los sacerdotes chavines, representados en el marco de rituales religiosos en donde se usaban sustancias alucinógenas (como el cactus de San Pedro). Los efectos de esta droga estarían retratados alegóricamente en los rostros de cada cabeza clava, a manera de secuencia. Los ojos circulares y muy abiertos representarían las pupilas dilatadas; y las culebras esculpidas en los rostros revelarían las alucinaciones.
Para Federico Kauffmann Doig se tratarían de rostros de personajes míticos o sobrenaturales, mayormente de forma humana, con rasgos de aves de rapiñas y felinos mezclados. Los ojos circulares revelarían la intención del artista de retratar ojos de ave.
El arqueólogo Richard Burger da una explicación distinta sobre el significado de las causas esclavas: esta representarían al proceso de transformación de los chamanes que dirigían el rito de los animales míticos adorados en el templo (felinos, águilas y caimanes), luego de ingerir algunas sustancias alucinógenas.